# 분도

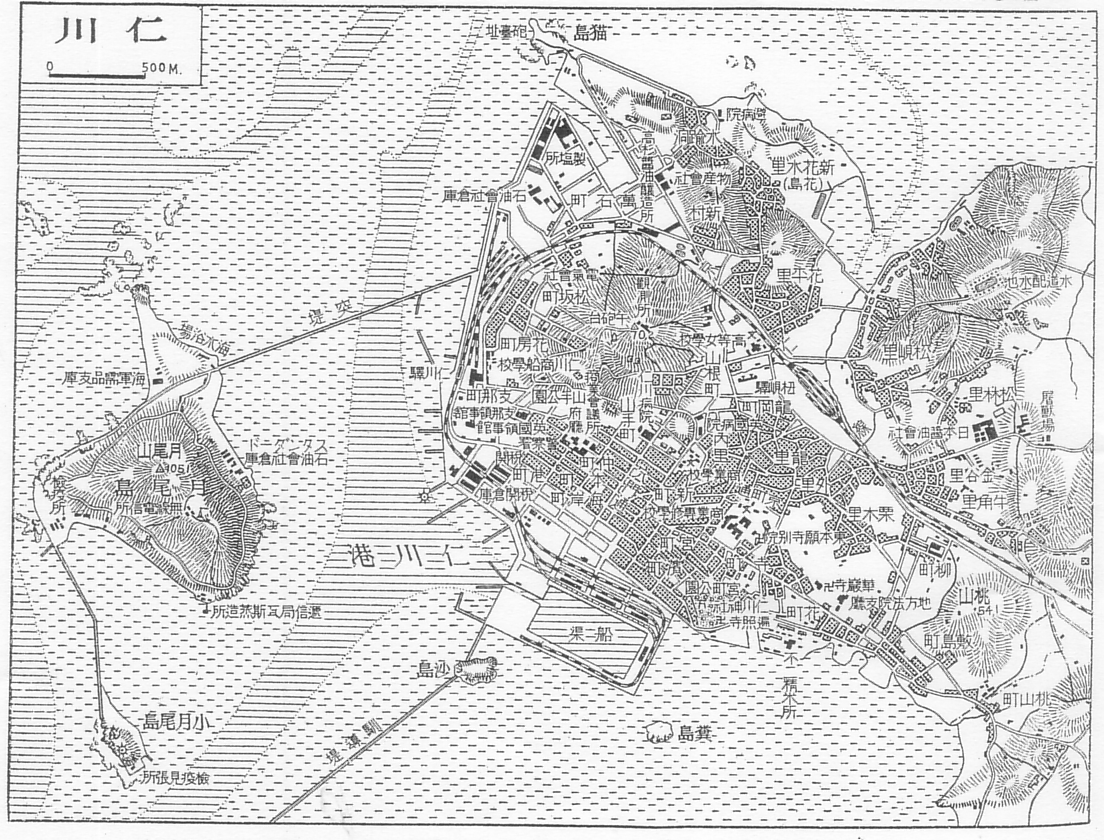
분도가 기록된 1930년경의 지도

분도(糞島, 똥섬)는 인천광역시 중구에 위치했던 섬이다. 1911년 인천항 매립공사를 벌이기 위해 각종 자재를 송달하기 위해 섬의 터만 남아있었으며 1974년에 완전히 사라졌다.